# Figaro på äventyr
Figaro på äventyr (engelska: Bath Day) är en amerikansk animerad kortfilm från 1946. Filmen är den andra av tre filmer med katten Figaro i huvudrollen.

## Handling
Efter ett bad får Figaro en rosett knuten runt halsen och går sedan ut. Efter att han hamnat i bråk med ett gäng gatukatter, blir han tvungen att bada en gång till.

## Om filmen
Filmen hade svensk premiär den 11 december 1946 på biografen Regina och ingick i kortfilmsprogrammet Kalle Anka på festhumör, tillsammans med kortfilmerna Pluto bär ut mjölken, Kalle Anka som skogvaktare, Pluto på hal spis, Jan Långben som riddare och Kalle Anka målar bilen.
Filmen finns sedan 1996 dubbad till svenska.

## Rollista
| Roll       | Originalröst  | Svensk röst   |
| Figaro     | Clarence Nash | ingen röst    |
| Mimmi Pigg | Ruth Clifford | Åsa Bjerkerot |